# 李淑儀
李淑儀，GBS，JP（1952年3月9日—），前香港特別行政區政府食物及衛生局常任秘書長（衛生）。

## 簡歷
李淑儀1974年畢業於香港大學，獲文學士學位，同年6月加入政府任行政主任，到1979年轉職政務職系，並於1997年1月晉升至首長級乙一級政務官、於2002年7月晉升首長甲一級政務官，至2011年9月退休。2012年7月1日獲頒授金紫荊星章。李淑儀在政務職系服務期間，曾任職多個決策局及部門。包括前新界民政署、政府新聞處、前經濟科、前工商科、前政務總署、前貿易署、香港駐華盛頓經濟貿易辦事處及前公務員事務科（後改稱公務員事務局）。
李淑儀所任的重要職位包括：
- 1985年至1988年及1993年至1995年：香港駐華盛頓經濟貿易辦事處參贊（副處長）。
- 1995年至1996年3月：民政事務總署副署長 。
- 1996年4月至1999年2月：公務員事務局副局長 。
- 1999年3月：香港駐倫敦經濟貿易辦事處處長。
- 2000年7月至2002年6月：經濟局局長（現稱商務及經濟發展局）。
- 2002年7月至2006年4月：經濟發展及勞工局（現稱勞工及福利局）常任秘書長（經濟發展）。
- 2006年5月至2007年6月：衛生福利及食物局（現稱食物及衛生局）常任秘書長（衛生福利）。
- 2007年7月至2011年9月：食物及衛生局常任秘書長（衛生）。

李女士曾經是黎年與俞宗怡在港大歷史系的同學。
李淑儀於一九七四年六月加入香港政府任職行政主任。她於一九七九年八月加入政務職系，並於一九九七年一月晉升至首長級乙一級政務官。李淑儀現年四十六歲。

　　李淑儀在政務職系服務期間，曾任職多個政策局及部門，當中包括前政務總署、工商科、香港駐華盛頓經濟貿易辦事處、政務總署及公務員事務局。她先後於一九八五至一九八八年及一九九三至一九九五年出任香港駐華盛頓經濟貿易辦事處參贊（現稱副處長）。她於一九九五年九月至一九九六年三月曾擔任政務總署副署長，自一九九六年四月出任公務員事務局副局長。
| 政府职务      | 政府职务                                             | 政府职务                                     |
| ------------- | ---------------------------------------------------- | -------------------------------------------- |
| 前任： 新設   | 食物及衛生局常任秘書長（衛生） 2007年 - 2011年       | 繼任： 袁銘輝                                |
| 前任： 新設   | 衛生福利及食物局常任秘書長（衛生福利） 2006年-2007年 | 繼任： 改組為食物及衞生局與 勞工及福利局     |
| 前任： 新設   | 經濟發展及勞工局常任秘書長（經濟發展） 2002年-2006年 | 繼任： 鄭汝樺                                |
| 前任： 葉澍堃 | 經濟局局長 2000年-2002年                             | 繼任： 改組為工商及科技局與 經濟發展及勞工局 |